# Tecnica ed organizzazione
Tecnica ed organizzazione: nuove macchine, architettura industriale, assistenza sociale è stata una rivista italiana edita dalla Olivetti tra il 1937 e il 1944 e tra il 1950 e il 1958. La rivista aveva come sottotitolo «uomini, macchine, metodi nella costruzione corporativa» e si occupava di organizzazione industriale nell'ambito dell'industria meccanica e manifatturiera.

## Storia editoriale
Il primo numero della rivista viene pubblicato il 1º gennaio 1937. Inizialmente il periodico esce a cadenza bimestrale e si avvale sin da subito della collaborazione di riviste corrispondenti, elencate nel colophon di ciascun numero. Sono riviste corrispondenti le newyorkesi «Machinery, the monthly magazine of engineering and production in the manufacture of metal products», «Factory, management and maintenance» e «Mechanical Engineering the Journal of the Ameircan Society of Mechanical Engineers» e il periodico stampato a Parigi «La Machine Moderne». Tra le riviste corrispondenti figurano anche alcuni giornali tedeschi come «Die Baugilde», organo dell’Associazione degli architetti tedeschi e austriaci, «Werkstattstechnik und Werksleiter», «Werkstatt und Betrieb», «Machinenbauder Betrieb». I contatti di Adriano Olivetti con le riviste americane e francesi sono riconducibili ai suoi viaggi e alle relazioni con le società industriali, mentre nella corrispondenza con i periodici tedeschi si può leggere il tentativo di introdurre le macchine da calcolo tra i prodotti della fabbrica Olivetti. La presenza, inoltre, di una rivista di architettura mette in luce l’attenzione per il problema urbanistico, strettamente legato alla vita dei lavori industriali.
Il direttore responsabile dei primi sette numeri è l’ingegner è Mario Levi, i numeri 8 e 9 escono sotto la diretta responsabilità di Adriano Olivetti a cui subentra, fino al n. 25 del 1944, Aldo Levame, anch’egli ingegnere alla Olivetti.
Nel 1944 la pubblicazione della rivista si interrompe per riprendere solo dopo la conclusione del Secondo Conflitto Mondiale, nel giugno 1950. Per la prima volta viene istituito un comitato di redazione con a capo Edoardo Abbele. Dopo due anni, l’organizzazione della rivista viene nuovamente modificata: viene scelto come direttore responsabile Francesco Brambilla, viene creato un comitato direttivo, composto da Pietro Gennaro, Silvio Golzio, Giuseppe Lauro, Gino Martinoli, Alberto Marzi, Adriano Olivetti e Agostino Sanvenero e vengono definite quattro sezioni, i cui responsabili sostituiscono il comitato di redazione. Le quattro sezioni in cui la rivista viene riorganizzata sono: Economia e sociologia industriale, Organizzazione produttiva, Organizzazione amministrativa e Relazioni umane nell’industria.
La pubblicazione della rivista cessa definitivamente nel 1958.

## Temi
Con la pubblicazione di «Tecnica e organizzazione» Adriano Olivetti vuole promuovere una riflessione sul ruolo della fabbrica e sulla sua organizzazione anche tramite il confronto con realtà estere. Temi centrali sono la pianificazione economica, il rapporto con lo Stato, il rapporto con il territorio, la questione della leadership.
La rivista costituisce il tentativo di costruzione del sapere dell’organizzazione d’impresa e del profilo dell’ingegnere leader d’impresa che conosca i principi dello scientific managment (ricerca, standardizzazione, pianificazione e controllo, cooperazione) e li trasporti sul piano dell’economia sociale. Sono programmatici, in tal senso, gli articoli che Adriano Olivetti pubblica sui primi due numeri della rivista, Criterio scientifico e realtà industriale, in cui egli presenta il proprio modello d’impresa, e Considerazioni sulla direzione di industrie complesse,  in cui si specificano i ruoli e i compiti del direttore e dei tecnici all’interno di un’industria avanzata. Viene trattato anche il tema dell’architettura industriale con un innovativo approccio urbanistico, al quale è dedicato in particolare il n. 8 del 1938.
Altri temi centrali sono quello dell’assistenza sociale, che viene regolarmente trattato in tutti i numeri dal marzo 1937 fino all’interruzione del 1944, e quello dell’istruzione professionale di operai, tecnici e dirigenti.
Quando la pubblicazione di «Tecnica e organizzazione» riprende, dopo l’interruzione resa necessaria dal secondo conflitto mondiale, nel 1950, il focus viene posto sulla componente umana in relazione all’organizzazione del lavoro industriale, mentre si riduce l’attenzione verso il progresso della tecnica.